# Eqbal Ahmad
Eqbal Ahmad (geboren wahrscheinlich 1933 oder 1934 in Bihar, Indien; gestorben 1999 in Islamabad) war ein pakistanischer Politologe und Schriftsteller. Er wurde durch seinen Einsatz in der Antikriegsbewegung, als Aktivist in antiimperialistischen Bewegungen und durch wissenschaftliche Beiträge zum Mittleren Ostens bekannt. Ahmad war einer der prominentesten linken Intellektuellen Pakistans und der Vereinigten Staaten. Er galt als Befürworter von Demokratie und Selbstbestimmung und setzte sich gegen Militarismus, Nuklearwaffen und starre Ideologien ein.

## Kindheit und Jugend
Ahmad wurde Zeuge wie sein Vater bei einem Landstreit ermordet wurde und floh während der Teilung Indiens 1974 mit seinen älteren Brüdern nach Pakistan. Dort verlor er seine Familie.

## Studium
Ahmad begann ein Studium der Wirtschaftswissenschaften am Foreman Christian College in Lahore und schloss dieses 1951 ab. Er war für kurze Zeit Armeeoffizier und wurde im Einsatz im ersten Kaschmirkrieg verwundet. Im Jahr 1953 schloss er das Studium neuzeitlicher Geschichte an der Punjab University in Lahore ab. Daraufhin besuchte er 1957 das Occidental College in Kalifornien und studierte Politikwissenschaften und die Geschichte des Mittleren Ostens in Princeton. Zwischen 1960 und 1964 verbrachte Ahmad mit seinen Feldstudien für seine Dissertation Zeit in Nordafrika, vor allem in Tunesien, und engagierte sich für die Unabhängigkeit Algeriens im Algerienkrieg. Im Jahr 1967 erlangte Ahmad seinen Doktortitel von der Princeton University.

## Spätere Laufbahn

### Lehrtätigkeit
Bereits nach seiner Rückkehr aus Afrika begann Ahmad mit seiner Lehrtätigkeit an der University of Illinois in Carbondale (1964–1965) und der School of Labor Relations an der Cornell University (1965–1968). In dieser Zeit engagierte er sich ebenfalls als Aktivist gegen den Vietnamkrieg. Als er sich 1967 für die Palästinenserrechte einsetzte, wurde er von der wissenschaftlichen Gemeinschaft isoliert und ging ab 1968 Tätigkeiten am Adlai Stevenson Institute in Chicago nach. Dort heiratete er 1969 Julie Diamond, mit der er 1971 eine Tochter bekam. Von 1972 bis 1982 war Ahmad am Institute for Policy Studies in Washington, D.C. tätig und war zwischen 1973 und 1975 Direktor des Tochterinstituts in Amsterdam. Zusätzlich war er in dieser Zeit als Gastdozent an verschiedenen internationalen Universitäten tätig. Im Jahr 1982 ging er ans Hampshire College in Amherst, Massachusetts, wo er Professor für Politik und Studien des Mittleren Ostens war, bis er 1997 emeritierte. Ab 1990 verbrachte Ahmad vermehrt Zeit in Islamabad, schrieb eine wöchentliche Kolumne für Pakistans älteste englischsprachige Zeitung Dawn und widmete seine Zeit dem Aufbau der Khaldunia University in Pakistan, die jedoch nie ihre Türen für Studenten öffnen sollte.

### Harrisburg 7
Im Januar 1971 wurden Ahmad und sechs weitere katholische Priester und Nonnen, die sich als Friedensaktivisten zusammengeschlossen hatten (Harrisburg 7), der geplanten Entführung des damaligen nationalen Sicherheitsberaters Henry Kissinger beschuldigt. Des Weiteren warf man ihnen vor, Pläne für die Sprengung von Heizungsanlagen in Regierungsgebäuden gehabt zu haben. Während der Gerichtsverhandlung wurden der Priester Philip Berrigan und die Nonne Elizabeth McAlister wegen Schmuggelns von Briefen in und aus dem Bundesgefängnis Lewisburg für schuldig befunden, die Hauptanklage wegen Verschwörung wurde jedoch fallengelassen.

## Tod und Nachwirkung
Am 11. Mai 1999 starb Ahmad an Herzversagen infolge einer Darmkrebsoperation.
Seit seinem Tod werden am Hampshire College weiterhin Vorlesungen zu seinem Gedenken von prominenten Rednern wie Kofi Annan, Edward Said, Noam Chomsky oder Arundhati Roy gehalten. Zeitlebens hat er sich mit verschiedenen Wegbegleitern wie Noam Chomsky, Howard Zinn, Tariq Ali, Ibrahim Abu-Lughod, Richard Falk, Fredric Jameson, Alexander Cockburn oder Daniel Berrigan umgeben und beeinflusste verschiedene Revolutionäre, Aktivisten, Schriftsteller, die ihn regelmäßig konsultierten.